# Damófilo
Damófilo (en griego antiguo: Δαμόφιλος, en latín: Damophilus) fue un antiguo pintor griego y coroplasta.
Damófilo' probablemente era de la Magna Grecia y trabajó en Roma. Junto con su colega Górgaso fue responsable de la decoración del Templo de Ceres, que fue consagrado en el 493 a. C. y situado entre el Circo Máximo y el Aventino. Fue responsable de la decoración del lado oeste del templo. Durante el trabajo, los relieves decorativos etruscos más antiguos fueron retirados, enmarcados y reciclados. Damófilo y Górgaso trabajaron al estilo griego. Crearon acroteras hechas de terracota y pintaron murales. Las obras fueron firmadas en forma de epigramas del artista. Durante las renovaciones posteriores, las obras fueron sin embargo preservadas. Hoy en día, nada de esto se ha transmitido, al menos no para ser asignado.
Una equiparación con Demófilo de Himera, que estuvo activo en la segunda mitad del siglo V a. C. y es considerado el maestro de Zeuxis de Heraclea, no puede ser probada.